# Nanumba nord
Le district de Nanumba nord est l’un des 20 districts de la Région du Nord (Ghana).